# 圣吉勒-克鲁瓦德维站
圣吉勒-克鲁瓦德维站，是法国的一个铁路车站，位于法国西部海滨城市圣吉勒-克鲁瓦德维。

## 位置
圣吉勒-克鲁瓦德维站位于圣吉勒-克鲁瓦德维市区的中部，孔姆吉耶尔－圣吉勒-克鲁瓦德维铁路的终点，是一个尽头式的车站。铁路线大致呈西北-东南走向，列车只能从车站的西北侧进出。主站房位于车站的东南侧。

## 历史
圣吉勒-克鲁瓦德维站曾于1970年至1982年间因客流不足而仅在夏季运营。

## 停靠线路
以下列车线路在圣吉勒-克鲁瓦德维站停靠：
| 圣吉勒-克鲁瓦德维站列车线路表 |      |                |          |              |
| 线路                          | 车种 | 上一站         | 下一站   | 大致运行频率 |
| 南特—圣吉勒-克鲁瓦德维        | TER  | 圣伊莱尔德里耶 | （终点） | 每天4~9趟    |
| 1.                            |      |                |          |              |

## 配套交通

### 长途客车
| 停靠圣吉勒-克鲁瓦德维站的大巴车 |                           | |
| 上下车地点                      | 运营单位                  | 主要目的地 |
| 圣吉勒-克鲁瓦德维站 门口        | 旺代省城际客运 Cap Vendée | 168 圣让德蒙 · 滨海布朗 · 滨海布雷蒂尼奥勒 · 滨海奥洛讷 · 莱萨布勒多洛讷 172 圣让德蒙 · 圣伊莱尔德里耶 · 圣雷维朗 · 永河畔拉罗什 |
| 圣吉勒-克鲁瓦德维站 门口        | SNCF Car TER              | 沙朗 · 南特 当铁路线施工或罢工时，SNCF可能会增加沿线的大巴车。                                                                   |
| 1. 2. 3.                        |                           | |

### 市内交通
| 圣吉勒-克鲁瓦德维站附近的市内公共交通线路 |                          | |
| 公交车站名称                              | 位置                     | 停靠线路 |
| Gare SNCF 火车站                          | 圣吉勒-克鲁瓦德维站 门口 | A 火车站 → 市政府 → 戈兰港 → 宪兵队 → 小车站 → 火车站 B 火车站 → 小车站 → 宪兵队 → 戈兰港 → 市政府 → 火车站 |
| 1. 2.                                     |                          | |

## 码头
圣吉勒-克鲁瓦德维港位于圣吉勒-克鲁瓦德维站西侧，该港口每天开行前往约岛的轮渡。

### 社会车辆
圣吉勒-克鲁瓦德维站附近设有社会车辆停车场。

## 临近车站
| 圣吉勒-克鲁瓦德维站（Gare de Saint-Gilles-Croix-de-Vie） |                                   |          |
| 上行车站                                                 | 线路                              | 下行车站 |
| 圣伊莱尔德里耶站 1.9km ←                                 | 孔姆吉耶尔－圣吉勒-克鲁瓦德维铁路 | （终点） |
| - 本表仅显示运营中的线路及车站                           |                                   |          |